# Ferdinand de Dartein
Ferdinand de Dartein, né Marie-Ferdinand de Dartein le 9 février 1838 à Strasbourg, et mort le 19 février 1912 à Paris, est un ingénieur des ponts et chaussées et architecte français, également dessinateur, peintre, graveur et historien de l'art.

## Biographie
Ferdinand de Dartein est issu d'une famille originaire du Périgord. Il se forme à l'École polytechnique (1855-1857), puis à celle des Ponts et Chaussées (1857-1859). Resté profondément attaché à sa région natale, l'Alsace, dont il peint volontiers les paysages, il fut très affecté par son annexion à l'Allemagne à l'issue de la guerre franco-prussienne de 1870 et publia sous le pseudonyme de Jean Heimweh – littéralement « mal du pays » –, plusieurs ouvrages politiquement engagés. Aux côtés de Pierre Bucher, c'est lui qui fait venir en Alsace René Bazin, l'auteur des Oberlé,  dans sa propriété d’Ottrott–le-Bas.
Il est le neveu de Louis Laurent-Atthalin, éminent juriste et peintre, fils du colonel Louis Joseph Félix Laurent (1778-1835), colonel du génie, aide de camp de l’empereur Napoléon Ier, directeur de son cabinet topographique en 1814 et Pair de France sous Louis-Philippe.

## Publications
- Étude sur l'architecture lombarde et sur les origines de l'architecture romano-byzantine, Dunod, 1865 lire en ligne sur Gallica
- Architecture lombarde, in Philippe Planat (dir.), Encyclopédie de l’architecture et de la construction, Dujardin, Paris, 1892, p. 5-43
- La Vie et les travaux de Armand Rousseau, gouverneur général de l'Indo-Chine, inspecteur général des ponts-et-chaussées, sénateur du Finistère, Colin, 1902
- La vie et l'œuvre d'Émiland Gauthey, dans Annales des Ponts et Chaussées 3e trimestre, 1904.
- La vie et les travaux de Jean-Rodolphe Perronet : premier ingénieur des ponts et chaussées, créateur de l'École des ponts et chaussées, 1907
- Le Pont de la Concorde sur la seine, à Paris, Paris, C. Béranger, 1907, 47 p. (lire en ligne)
- Études sur les ponts en pierre remarquables par leur décoration, antérieurs au XIXe siècle, plusieurs volumes, 1907-1912
- Les ponts étrangers : étude sur les ponts en pierre remarquables par leur décoration, antérieurs au XIXe siècle, Picard, Paris, 2008 (réédition)  (ISBN 978-2-7084-0822-7)

### Sous le pseudonyme de Jean Heimweh
- La question d'Alsace, Paris, Librairie Hachette, 1889 (en ligne sur Gallica). Réédition aux Éditions du Linteau, Paris, 2013,  (ISBN 9782910342845)
- Le régime des passeports en Alsace-Lorraine, 11 juin 1890 (en ligne sur Gallica)
- Pensons-y et parlons-en, Colin, 1891
- Droit de conquête et plébiscite, 1896 (en ligne sur Gallica)

## Œuvres dans les collections publiques

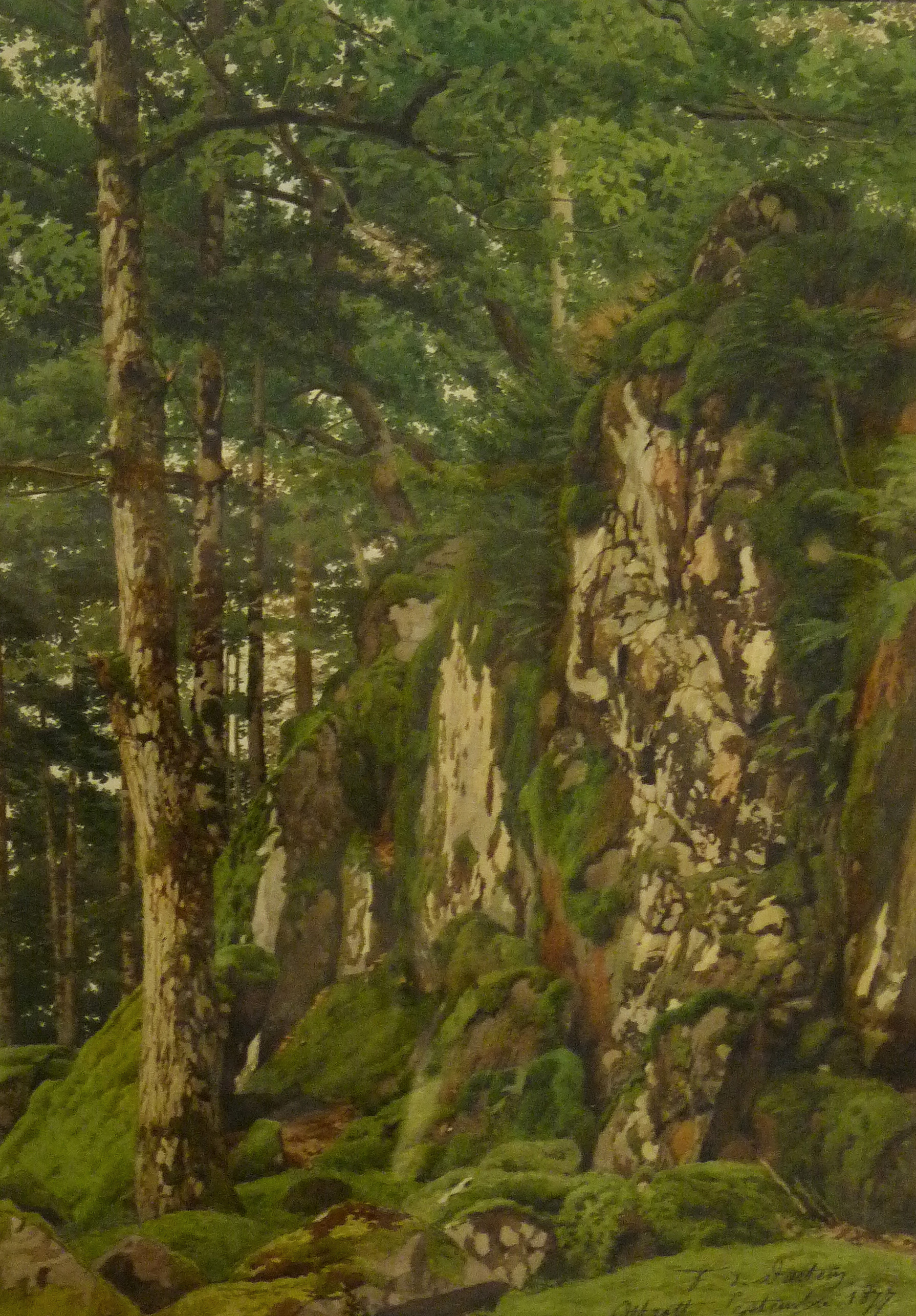
Rocher dans la forêt d'Ottrott, 1877, musée d'art moderne et contemporain de Strasbourg.

- Musée d'art moderne et contemporain de Strasbourg :
  - Sous-bois à Ottrott, 1875
  - Rocher dans la forêt d'Ottrott, 1877, aquarelle

## Famille Dartein
- Jean Dartein, né à Tayac en Périgord, le 15 mars 1719, fils de Pierre Dartein et MariePeschari, ayant perdu son père à 14 ans, il est allé se former auprès de son oncle maternel, François Peschari, directeur de la fonderie royale de Toulon. Il lui a ensuite succédé. Il est resté à Toulon jusqu'en 1756. Le ministre de la marine le nomme à Rochefort et Ruelle. Passé ensuite au ministère de la Guerre, il est nommé commissaire général des fontes de l'artillerie à Strasbourg. En 1762, il va s'occuper à déterminer les meilleures proportions de calibre et d'alliage de l'artillerie de campagne. Il est anobli en août 1778. Il reçoit la croix de chevalier de l'ordre de Saint-Michel en 1780. Il est mort à Strasbourg le 19 avril 1781 (à 62 ans)[2].
  - Jean-Félix de Dartein, né à Toulon le 24 octobre 1747, il a succédé à son père à la fonderie de Strasbourg. Il est mort sans postérité à Strasbourg, le 8 mai 1786 (à 38 ans).
  - Charles-Mathieu de Dartein, né à Toulon le 31 décembre 1749. Il a travaillé avec son père et son frère. Il est nommé commissaire général surnuméraire et adjoint des fontes de l'artillerie. Il a rempli la fonction de préteur royal à Schlestadt, c'est-à-dire représentant du pouvoir royal dans cette ville-libre d'Alsace. Il a dirigé la fonderie de Strasbourg jusqu'en 1805. Il est mort à Kolbsheim le 21 octobre 1814 (à 64 ans).
    - Armand Théodore de Dartein, né à Strasbourg le 19 septembre 1799. Il a été officier des chasseurs à cheval. Marié le 30 août 1835 à Cécile Laurent, fille de Louis Joseph Félix Laurent (1778-1835), colonel du génie, et de Caroline Louise Atthalin (1781-1819). Il est mort à Ottrott le 20 avril 1884 (à 84 ans).
      - Marie-Ferdinand, dit Fernand de Dartein (1838-1912), inspecteur général des ponts et chaussées.
      - Louis Paul de Dartein (1849-1924), général de brigade.
      - Théodore Marie Félix de Dartein (1852-1936), général de division.